# Shining Itoshiki Anata
Singles de Country Musume ni Konno to Fujimoto (Morning Musume)
Senpai ~Love Again~
(2003)
Singles par Country Girls
Itōshikutte Gomen ne / Koi Dorobō
(2015)
 Shining Itoshiki Anata  (シャイニング 愛しき貴方) est le 11e (et dernier) single du groupe de J-pop Country Musume, et son 3e en tant que Country Musume ni Konno to Fujimoto (Morning Musume) avec Asami Konno et Miki Fujimoto de Morning Musume.

## Présentation
Le single sort le 4 août 2004 au Japon sur le label zetima, écrit et produit par Tsunku. Il atteint la 13e place du classement de l'oricon, et reste classé pendant trois semaines, se vendant à 16 450 exemplaires durant cette période.
La chanson-titre figurera d'abord sur la compilation commune du Hello! Project Petit Best 5 de fin d'année, puis sur les compilations Country Musume Daizenshū 2 de 2006 et Country Musume Mega Best de 2008. Comme celle du précédent single, la chanson en "face B" est à nouveau une reprise d'une chanson de l'ancien groupe Taiyō to Ciscomoon sortie en single quatre ans auparavant.
Ce single est la dernière production du groupe enregistrée avec Asami Konno et Miki Fujimoto comme invitées. Il restera le dernier disque original de Country Musume, qui n'enregistrera plus qu'un seul titre supplémentaire à trois membres pour la compilation Country Musume Daizenshū 2.

## Membres
- Asami
- Mai Satoda
- Miuna
- Asami Konno
- Miki Fujimoto

## Liste des titres
1. Shining Itoshiki Anata  (シャイニング 愛しき貴方?)
2. Don't Stop Renaichū (2004 Version)  (DON’T STOP 恋愛中...?)
3. Shining Itoshiki Anata (Instrumental) (シャイニング 愛しき貴方...?)